# Tall as-Sawwan
Tall as-Sawwan – miejscowość w Syrii, w muhafazie Damaszek. W 2004 roku liczyła 1266 mieszkańców.